# د پینک‌پرینت
«د پینک‌پرینت» (به انگلیسی: The Pinkprint) آلبومی از هنرمند اهل ترینیداد و توباگو نیکی میناژ است که در ۱۲ دسامبر ۲۰۱۴ منتشر شد.
این آلبوم در چارت‌های سوئد، نروژ، آمریکا جزو ده آلبوم اول قرار گرفت.